# Ergotherapeut
Een ergotherapeut is een paramedicus die mensen met een beperking helpt in het dagelijks handelen. Een ergotherapeut baseert zich op de wetenschappen van de ergotherapie en hanteert het principe van evidence-based practice. Bij de behandeling is het paradigma van de ergotherapie leidend. Dit paradigma is gebaseerd op vier pijlers; cliënt, therapeut, omgeving en handelen.

## Uitgangspunten
- Cliënt. Elke cliënt wordt beschouwd als een uniek wezen vanuit een holistische visie en de uitgangspunten van het biopsychosociaal model. Hierbij is de therapeut zich bewust van interactie met de omgeving en het sociaal systeem van de cliënt.
- Therapeut. Deze vertoont een professionele identiteit waarbij hij zijn ervaring en kennis toepast in de praktijk. Hij treedt in interactie met de cliënten waarbij zijn eigen normen, waarden en interesses tot uiting kunnen komen.
- Omgeving. De omgeving van de cliënt speelt een belangrijke rol in zijn behandelingsproces. Ze omvat  culturele, sociale, economische, fysische en geografische factoren.
- Handelen. Het handelen van de cliënt vormt het uitgangspunt van de interventie van de ergotherapeut. De mens is van nature een handelend wezen op het gebied van zijn rollen in de maatschappij. Door interventies wil de ergotherapeut de cliënt leren te komen tot een aan zijn situatie aangepast betekenisvol en doelgericht handelen.

## Werkvelden
Een ergotherapeut(e) kan werkzaam zijn ten behoeve van verschillende doelgroepen:
- Revalidatie: revalidatiecentra en ziekenhuizen
  - Neurologische aandoeningen
  - Mobiliteitsproblematiek
  - Zintuiglijke aandoeningen
- Verpleeg- en verzorgingshuizen
  - Stimulatie welbevinden bij ouderen
  - Stimulatie zelfredzaamheid
- Ontwikkelings- en leerstoornissen, onder andere instellingen voor mensen met een verstandelijke beperking, scholen
  - Stimulatie zelfredzaamheid
  - Stimulatie ontwikkeling
- Psychiatrie
  - In kaart brengen/ aanleren van handelingsvaardigheden voor activiteiten uit het dagelijks leven
- Activiteitencentra en beschuttende werkplaatsen voor verschillende doelgroepen
- Arbeidsbemiddeling
  - In kaart brengen van de fysieke mogelijkheden in functie van het vinden van een duurzame tewerkstelling.

Tevens werken ergotherapeuten in de eerste lijn, hierbij is het mogelijk dat de ergotherapeut aan huis komt om complexe zorgvragen op te lossen. Eerste lijns ergotherapie wordt vergoed vanuit de basisverzekering. Het doel van de ergotherapeut in de eerste lijn is vaak zorgen dat de cliënt zo lang mogelijk zelfstandig thuis kan blijven functioneren. 
Ergotherapeuten in de eerste lijn werken vanuit een zelfstandige praktijk.

## Modellen
Een ergotherapeut(e) verantwoordt zijn handelen en visie met behulp van modellen. Deze modellen kunnen opgedeeld worden in twee categorieën:
- Procesmodellen die het denkproces van de ergotherapeut(e) in kaart brengen dat tot interventie leidt. Deze modellen kunnen o.a. zijn:
  - SEH (systematisch ergotherapeutisch handelen)
  - OPPM (Occupational Performance Process Model)
  - CPPF (Canadian Performance Process Framework )

- Inhoudsmodellen die de mogelijkheden en beperkingen van een cliënt in kaart brengen en de basis vormen voor elk proces. Inhoudsmodellen zijn onder andere:
  - ATOM (adaptation through occupation model)
  - MOHO (model of human occupation)
  - CMOP-E (Canadian Model of Occupational Performance)

Met behulp van deze modellen wordt de graad van zelfredzaamheid en eigen kunnen, het welbevinden, karaktereigenschappen, invloed en interactie met de omgeving, participatie in de maatschappij en alledaagse activiteiten, enz. weergegeven.

## Opleiding
Ergotherapeuten worden opgeleid in het hoger onderwijs. In de BAMA-structuur volgen zij in de regel een (professionele) bachelor.
- In Nederland kan deze opleiding gevolgd worden in onder meer:
  - Hogeschool van Arnhem/Nijmegen
  - Hogeschool Zuyd, Heerlen
  - Hogeschool Rotterdam
  - Hogeschool van Amsterdam
  - Hanzehogeschool Groningen

- In Vlaanderen is het behalen van een bachelor in de ergotherapie mogelijk bij:
  - AP Hogeschool Antwerpen
  - Thomas More (hogeschool), Geel
  - Hogeschool PXL, Hasselt
  - Arteveldehogeschool en de Hogeschool Gent, Gent
  - Hogeschool West-Vlaanderen, Kortrijk
  - Katholieke Hogeschool Vives
  - Odisee, Brussel